# Каргес, Карло
Карло Каргес (нем. Carlo Carges; 31 июля 1951, Гамбург — 30 января 2002, Гамбург) — немецкий музыкант, гитарист и автор песен группы «Nena». Автор текста хита «99 Luftballons» и соавтор песни Irgendwie, irgendwo, irgendwann.

## Биография
В 1971 году стал одним из основателей группы Novalis в качестве гитариста и клавишника, но в 1975 году покинул группу
В 1981 году присоединился к Габриэле Кернер (Nena), Рольфу Бренделю, Юргену Демелю и Уве Фаренкрог-Петерсену в создании одноимённой группы Nena.
После распада группы Nena в середине 1987 года Каргес основал группу Café Carlo, а затем играл в таких группах, как Füll Service и La Vida.
Скончался 30 января 2002 года в клинике Эппендорф в возрасте 50 лет из-за печёночной недостаточности. Похоронен на Ольсдорфском кладбище в Гамбурге.